# Hyangga
Jyangga o Hyangga (en alfabeto hangul:향가, en hanja: 鄕歌) fue poéticas en el sistema de letras que empezó desde tres reinos de Corea hasta el principio de Goryeo. Solamente algunos existen aproximadamente 25 versos.

## Significa
El nombre, Jyangga se puede analizar por dos letras. Jyang originalmente tiene su sentido como "el país trasero" o "región de campo" que se usaron por la gente de Silla. Ga indica la canción aquí. 

## Características
Los jyangga fueron escritas en letras chinas en la manera coreana llamada hyangchal. Se cree que existió hasta Goryeo porque la tendencia de extinción ya apareció en el principio de Goryeo. 
14 hyangga se recordaron en Samguk Yusa, y 11 en el libro de monje, Gyunyeojeon. Los datos relacionados se buscan en el texto por Wihong y el monje Taegu-Hwasang.
Jyangga mantuvieron reglas formales. Debería constituir por cuatro, ocho o diez líneas. Entre tres tipos, jyangga de 10 líneas eran más difundidos, dividiendo a tres partes de 4 / 4 /2. Los escribieron mayoritariamente los monjes budistas con los temas de budismo.
El muerto fue otro tema muy frecuente. En general, esta poesía coreana se hizo a sacerdotes, generales o a los miembros de la familia.
Como Silla sufrió series guerras antes de la unificación en 668, jyangga representaron lamentación sobre los difuntos.

## Ejemplo
El hyangga típico es "Poesía para nirvana"(en hangul:원왕생가, en hanja:願往生歌). Su contenido es llamar la luna para transmitir el deseo de visitar el paraíso oeste, la casa de la buda Amitabha. El autor de esto es indefinido; sugestivamente por el monje Gwangdeok (hangul:광덕 hanja:廣德) o, la esposa del monje.
| Idu                    | Coreano medieval          | Coreano moderno               | Traducción                                               |
| ---------------------- | ------------------------- | ----------------------------- | -------------------------------------------------------- |
| 願往生歌               | 원왕생가                  | 왕생을 기원하는 노래          | Ode to Eternal Life (traducción por Mark Peterson, 2006) |
| 月下伊低赤             | 달하 이제                 | 달이여 이제                   | ¡O Luna!                                                 |
| 西方念丁去賜里遣       | 서방까정 가시리고         | 서방(西方) 넘어 가시려는고    | Vas a oeste esta noche,                                  |
| 無量壽佛前乃           | 무량수불전에              | 무량수불전(無量壽佛前)에      | Yo oro, vas ir delante del buda eternal,                 |
| 惱叱古音多可支白遣賜立 | 닛곰다가 살ㅂ고사서       | 일러서 사뢰옵소서             | y por favor hable hay uno aquí                           |
| 誓音深史隱尊衣希仰支   | 다짐 깊으샨 존에 울워러   | 다짐 깊으신 아미타불을 우러러 | Adorándolo(amitha) de promesas inmensas,                 |
| 兩手集刀花乎白良       | 두손 모도호살바           | 두 손을 모두어                | cantamos todo el día, rezando juntar las manos           |
| 願往生願往生           | 원왕 생 원왕 생           | 왕생(往生)을 원하며           | O, permita una vida futura,                              |
| 慕人有如白遣賜立       | 그럴 사람 있다 살ㅂ고사서 | 그리워하는 사람 있다 사뢰소서 | permita una vida futura life,                            |
| 阿耶 此身遣也置古      | 아으 이몸 기쳐두고        | 아아 이 몸을 남겨 놓고        | Pero alá, puede conservar solo un de mi 48 deseos        |
| 四十八大願成遣賜去     | 사십팔대원 일고살까       | 사십 팔 대원(大願) 이루실까   | porque debo que encerrarme en el molde de mortalidad?    |